# Flashdance (Soundtrack)
Flashdance ist das Soundtrackalbum zum gleichnamigen Film von 1983. Weltweit verkaufte sich das Album mehr als 20 Millionen Mal und zählt damit zu den weltweit meistverkauften Musikalben. Die RIAA zeichnete das Album mit sechs Platin-Schallplatten und der Bundesverband Musikindustrie mit einer Platin-Schallplatte aus. Es erhielt 1984 bei den Grammy Awards eine Nominierung in der Kategorie Album des Jahres (Album Of The Year).
Die beiden erfolgreichsten Single-Auskopplungen Flashdance … What a Feeling und Maniac erreichten jeweils Platz eins in den Vereinigten Staaten. Des Weiteren erschienen als Singles I’ll Be Here Where the Heart Is und Manhunt. Keines der beiden erreichte jedoch die Charts. Zu dem Lied Romeo von Donna Summer wurde ein Promo-Video angefertigt, das von MTV ausgestrahlt wurde. Jedoch wurde das Lied nicht als Single veröffentlicht.
In den Vereinigten Staaten schaffte es das Album an die Spitze der Album-Charts, dort löste es Michael Jacksons Album Thriller ab und wurde davon auch wiederum abgelöst.

## Titelliste
1. Flashdance … What a Feeling – Irene Cara
2. He’s a Dream – Shandi
3. Love Theme from Flashdance – Helen St. John
4. Manhunt – Karen Kamon
5. Lady, Lady, Lady – Joe Esposito
6. Imagination – Laura Branigan
7. Romeo – Donna Summer
8. Seduce Me Tonight – Cycle V
9. I’ll Be Here Where the Heart Is – Kim Carnes
10. Maniac – Michael Sembello

## Chartplatzierungen
| ChartsChartplatzierungen       | Höchstplatzierung | Wochen |
| ------------------------------ | ----------------- | ------ |
| Deutschland (GfK)              | 1 (32 Wo.)        | 32     |
| Österreich (Ö3)                | 1 (24 Wo.)        | 24     |
| Schweiz (IFPI)                 | 1 (18 Wo.)        | 18     |
| Vereinigte Staaten (Billboard) | 1 (… Wo.)         | …      |
| Vereinigtes Königreich (OCC)   | 9 (30 Wo.)        | 30     |

| ChartsJahrescharts (1983) | Platzierung |
| ------------------------- | ----------- |
| Deutschland (GfK)         | 8           |
| Österreich (Ö3)           | 13          |

| ChartsJahrescharts (1984) | Platzierung |
| ------------------------- | ----------- |
| Deutschland (GfK)         | 45          |
| Österreich (Ö3)           | 17          |

## Singleauskopplungen
| Jahr | Titel Interpretation                   | Höchstplatzierung, Gesamtwochen/‑monate, AuszeichnungChartplatzierungen (Jahr, Titel, Interpretation, Platzierungen, Wochen/Monate, Auszeichnungen, Anmerkungen) | Höchstplatzierung, Gesamtwochen/‑monate, AuszeichnungChartplatzierungen (Jahr, Titel, Interpretation, Platzierungen, Wochen/Monate, Auszeichnungen, Anmerkungen) | Höchstplatzierung, Gesamtwochen/‑monate, AuszeichnungChartplatzierungen (Jahr, Titel, Interpretation, Platzierungen, Wochen/Monate, Auszeichnungen, Anmerkungen) | Höchstplatzierung, Gesamtwochen/‑monate, AuszeichnungChartplatzierungen (Jahr, Titel, Interpretation, Platzierungen, Wochen/Monate, Auszeichnungen, Anmerkungen) | Höchstplatzierung, Gesamtwochen/‑monate, AuszeichnungChartplatzierungen (Jahr, Titel, Interpretation, Platzierungen, Wochen/Monate, Auszeichnungen, Anmerkungen) | Anmerkungen                     |
| Jahr | Titel Interpretation                   | DE | AT | CH | UK | US | Anmerkungen                     |
| ---- | -------------------------------------- | --- | --- | --- | --- | --- | ------------------------------- |
| 1983 | Flashdance … What a Feeling Irene Cara | DE3 Gold · (31 Wo.)DE | AT4 (6 Mt.)AT | CH1 (26 Wo.)CH | UK2 Gold · (14 Wo.)UK | US1 Gold · (25 Wo.)US | Erstveröffentlichung: März 1983 |
| 1983 | Maniac Michael Sembello                | DE6 (20 Wo.)DE | — | CH2 (13 Wo.)CH | UK43 Gold · (8 Wo.)UK | US1 (22 Wo.)US | Erstveröffentlichung: Mai 1983  |

## Auszeichnungen für Musikverkäufe
| Land/Region                  | Auszeichnungen für Musikverkäufe (Land/Region, Auszeichnung, Verkäufe) | Verkäufe  |
| ---------------------------- | ---------------------------------------------------------------------- | --------- |
| Brasilien (PMB)              | —                                                                      | 240.000   |
| Deutschland (BVMI)           | Platin                                                                 | 500.000   |
| Finnland (IFPI)              | —                                                                      | 81.635    |
| Frankreich (SNEP)            | Gold                                                                   | 1.000.000 |
| Hongkong (IFPI/HKRIA)        | Platin                                                                 | 20.000    |
| Italien (FIMI)               | 2× Platin                                                              | 400.000   |
| Kanada (MC)                  | 9× Platin                                                              | 900.000   |
| Neuseeland (RMNZ)            | 6× Platin                                                              | 90.000    |
| Schweiz (IFPI)               | 4× Platin                                                              | 200.000   |
| Spanien (Promusicae)         | Platin                                                                 | 100.000   |
| Vereinigte Staaten (RIAA)    | 6× Platin                                                              | 6.000.000 |
| Vereinigtes Königreich (BPI) | Gold                                                                   | 100.000   |
| Insgesamt                    | 2× Gold · 30× Platin ·                                                 | 9.631.635 |